# Chiaki Takahashi (seiyū)
 (avril 2017).
Chiaki Takahashi (たかはし 智秋 (précédemment 高橋 千晶), Takahashi Chiaki) est une seiyū, chanteuse et modèle japonaise. Elle est née le 8 mai 1977. Elle est membre du groupe de J-pop Aice5.

## Filmographie

### Animes
2000
- Candidate for Goddess – Repairer A

2001
- Angelic Layer – shop worker (ep 1)
- Hikaru no Go – student (ep 7)
- InuYasha – Princess (ep 22); Villager (Ep 18)
- Kokoro Library (en) – Kaji's Angel (ep 5)
- Little Snow Fairy Sugar – Dove
- Alliance défensive de la famille – announcer (ep 6); child B (ep 7); child C (ep 5); girl C (ep 1); Sanae's voice (ep 8); student (ep 12); student C (ep 4); student G (ep 2)

2002
- Aquarian Age: Sign for Evolution – girl (ep 5)
- Cosplay Complex (en) – Reika Aoshima
- Fortune Dogs (en) – Ai-chan
- Full Metal Panic! – Ai Tanabe (eps 1, 2, 4, 8); announcer (ep 14); Shiori Kudou (eps 3, 5, 7, 9)
- Mao-chan – Mio Nanba; Officer (Eps 2,5)
- Mirage of Blaze (en) – Wakamono (Ep 6)
- Panyo Panyo Di Gi Charat (en) – Girl 3

2003
- Kaleido Star – Female Customer
- Rumbling Hearts – Mitsuki Hayase – as Tomoko Ishibashi

2004
- Akane Maniax – Mitsuki Hayase
- Daphne in the Brilliant Blue (en) – Hostess; Mitzue Takahashi
- Final Approach – Emiho Mutsu
- Futakoi – Ai Momoi; Billy
- Gantz – Reporter (ep 4)

2005
- Futakoi alternative – Ai Momoi
- Magical Kanan – Calendula
- Zoids Genesis – A Kan (eps 16–17)

2006
- Otome wa Boku ni Koishiteru – Takako Itsukushima
- Fushigiboshi no Futagohime Gyu! – Calore

2007
- School Days – Nanami Kanroji

2008
- Chaos;Head – Yua Kusunoki
- Yatterman 2008 – Omotchama

2009
- Bleach – Haineko

2010
- Pocket Monsters: Best Wishes! - Junsar, Satoshi's Gamagaru

2011
- Rio: Rainbow Gate! – Rina Tachibana
- The Idolm@ster (anime) – Azusa Miura
- Hoshizora e Kakaru Hashi – Tsumugi Tōdō

2012
- Pocket Monsters: Best Wishes! Season 2 - Junsar, Satoshi's Gamagaru

2013
- Kill la Kill – Omiko Hakodate (Ep. 2)[1]
- Pocket Monsters: Best Wishes! Season 2: Episode N - Junar, Musashi's Pururill
- Pocket Monsters: Best Wishes! Season 2: Decolora Adventure - Junsar, Satoshi's Gamagaru, Musashi's Pururill
- Sekai de Ichiban Tsuyoku Naritai! – Jackal Tojou
- Puchimas! Petit Idolmaster – Azusa Miura and Miurasan

2014
- Gundam Reconguista in G – Mashner Hume
- Hanayamata – Jennifer N. Fountainstand (mère d'Hana)
- Momo Kyun Sword – Enki
- Terra Formars – Kanako Sanjō

2015
- Yoru no Yatterman – Oda-sama
- Gintama – Kondo Isao (Femme)
- Bikini Warriors – Dark Elf

2016
- Nobunaga no Shinobi – Kichō

Other
Other appearances (merge these with above list)
- Crayon Shin-chan – female customer; female high school student
- Hellsing (OVA) – Jessica
- Knight Hunters Eternity (ep 7)
- You're Under Arrest – primary school student (ep 19)

### Jeux vidéo
2001
- Kimi ga Nozomu Eien – Mitsuki Hayase

2002
- Akane Maniax – Mitsuki Hayase

2003
- Quiz Magic Academy – Amelia

2005
- School Days – Nanami Kanroji (sous le nom de Mio Fujimura)
- Swan Song – Yuka Sasaki (sous le nom de Yuka Sasaki)

2006
- I/O – Ishtar
- Muv-Luv Alternative – Mitsuki Hayase
- Dawn of Mana - Jinn

2007
- The Idolmaster – Azusa Miura

2008
- BlazBlue: Calamity Trigger – Litchi Faye Ling
- Chaos;Head – Yua Kusunoki
- The Idolmaster Live For You! – Azusa Miura
- Vanguard Princess – Hilda Rize

2009
- BlazBlue: Continuum Shift – Litchi Faye Ling
- Chaos;Head Noah – Yua Kusunoki
- The Idolmaster SP – Azusa Miura

2010
- Chaos;Head Love Chu Chu! – Yua Kusunoki
- Hyperdimension Neptunia – Arfoire

2011
- Hyperdimension Neptunia mk2 – Magic the Hard
- The Idolmaster 2 – Azusa Miura

2012
- BlazBlue: Chronophantasma – Litchi Faye Ling
- Hyperdimension Neptunia Victory – Arfoire
- The Idolmaster Shiny Festa – Azusa Miura

2013
- Bravely Default – Holly Whyte

2014
- The Idolmaster One For All – Azusa Miura

2015
- School of Rangarok - Lucy

2016
- Breath of Fire 6 - Elena[2]